# Гілемханов Дамір Рашидович
Дамір Рашидович Гілемханов (рос. Дамир Рашидович Гилемханов, тат. Дамир Рашид улы Гилемханов; 21 вересня 1999, Казань, Росія — 7 березня 2022, Золоте, Україна) — російський військовик, єфрейтор ЗС РФ. Герой Російської Федерації.

## Біографія
В 2015 році закінчив 9 класів середньої школи № 42 у Приволзькому районі. В тому ж році вступив в Казанський політехнічний коледж, який закінчив в 2019 році за спеціальністю «монтаж та експлуатація внутрішніх сантехнічних пристроїв, кондиціювання повітря та вентиляції». В 2019 році був призваний в російську армію на строкову службу, після закінчення якої перейшов на контракт. Спочатку служив Далекому Сході, в Хабаровську, потім — в Ростовській області.
В лютому 2022 року був направлений в Міллерово, звідки взяв участь у вторгненні в Україну як навідник танка Т-72Б1. Незадовго до початку бойових дій приїжджав у відпустку додому, а востаннє дзвонив рідним на початку березня. Загинув у бою. 15 квітня російські ЗМІ офіційно визнали загибель Гілемханова. Того ж дня відбулась церемонія прощання з ним в клубі Казанського танкового училища, в яке Гілемханов планував вступити. Був похований з військовими почестями на цвинтарі «Курган» в Казані.

## Сім'я
Мати — Ленарія, кухар; батько — Рашид, поліцейський, служив у МВС в Республіці Татарстан. Є старша сестра Рузіля.

## Нагороди
- Звання «Герой Російської Федерації» (25 березня 2022, посмертно) — «за мужність і відвагу, проявлені під час виконання військового обов'язку.» Нагороджений одночасно з командиром свого танка Даміром Ісламовим і механіком-водієм Іваном Цевуном. До нагородження єфрейтора Дмитра Фаршиньова Гілемханов був наймолодшим Героєм Російської Федерації.

## Вшанування пам'яті
- В 2022 році на одному з будинків Казані з'явився мурал із зображенням Гілемханова.[3]
- Ім'я Гілемханова було присвоєне школі № 42, в якій він навчався.[4]

### Похорон Гілемханова

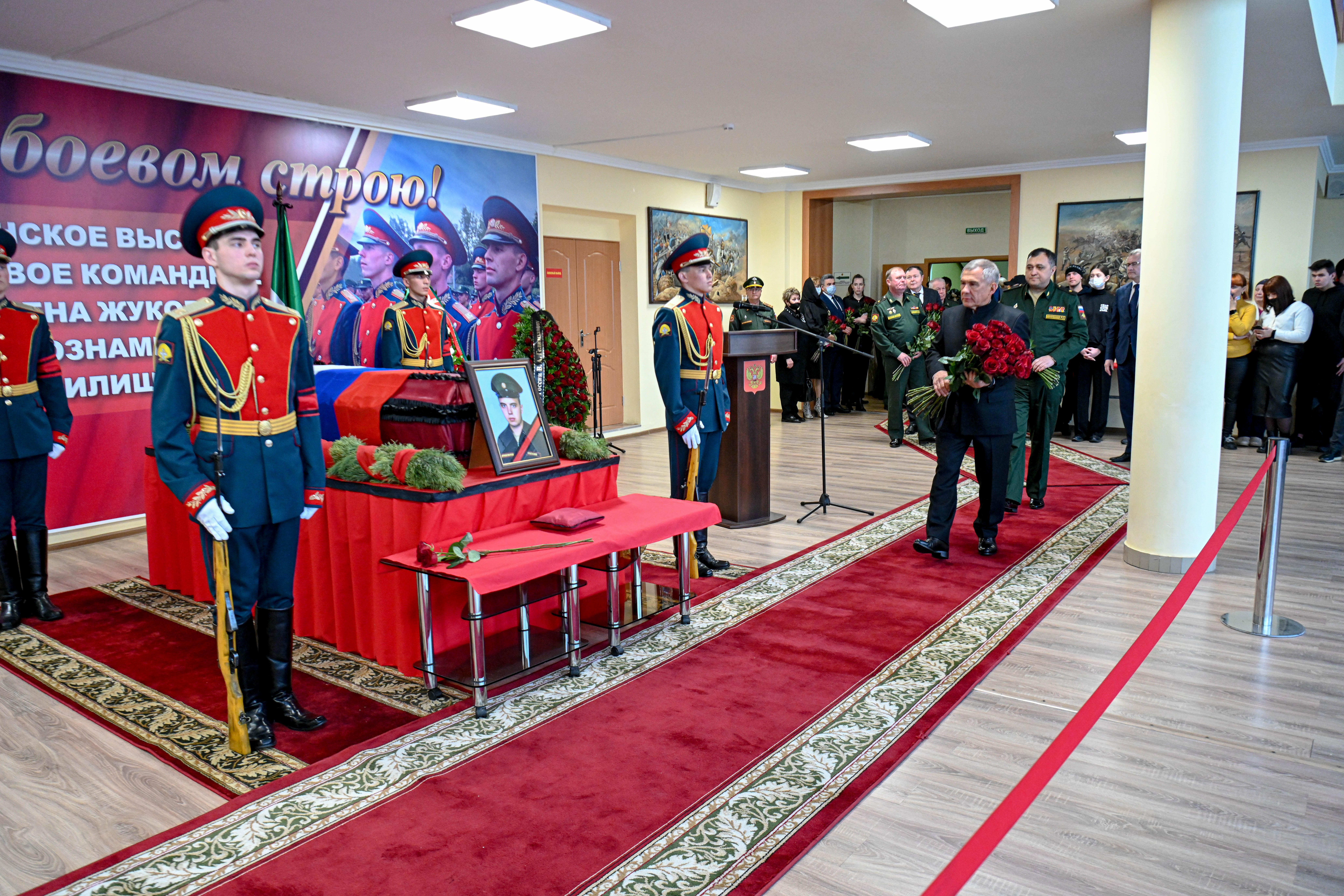
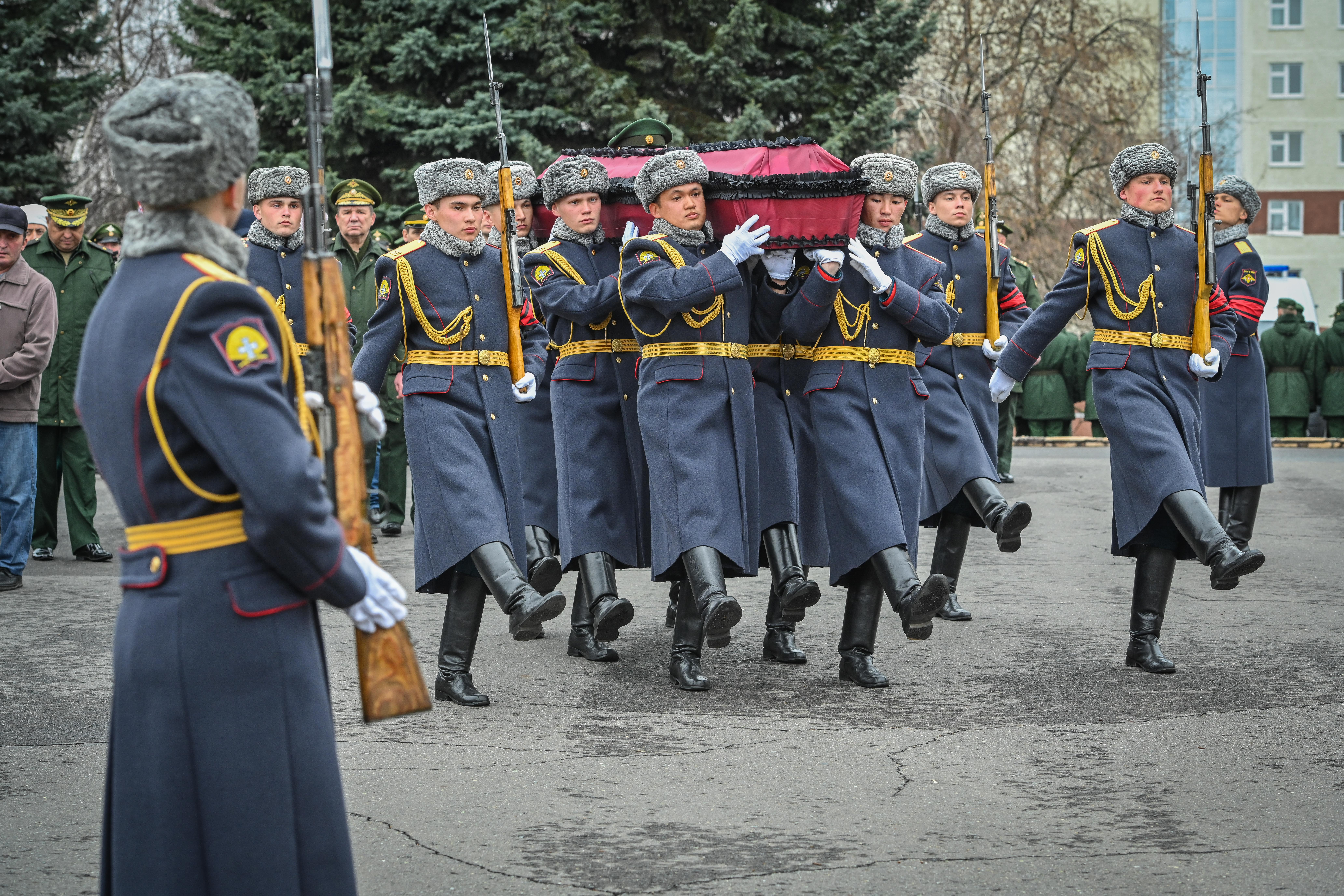
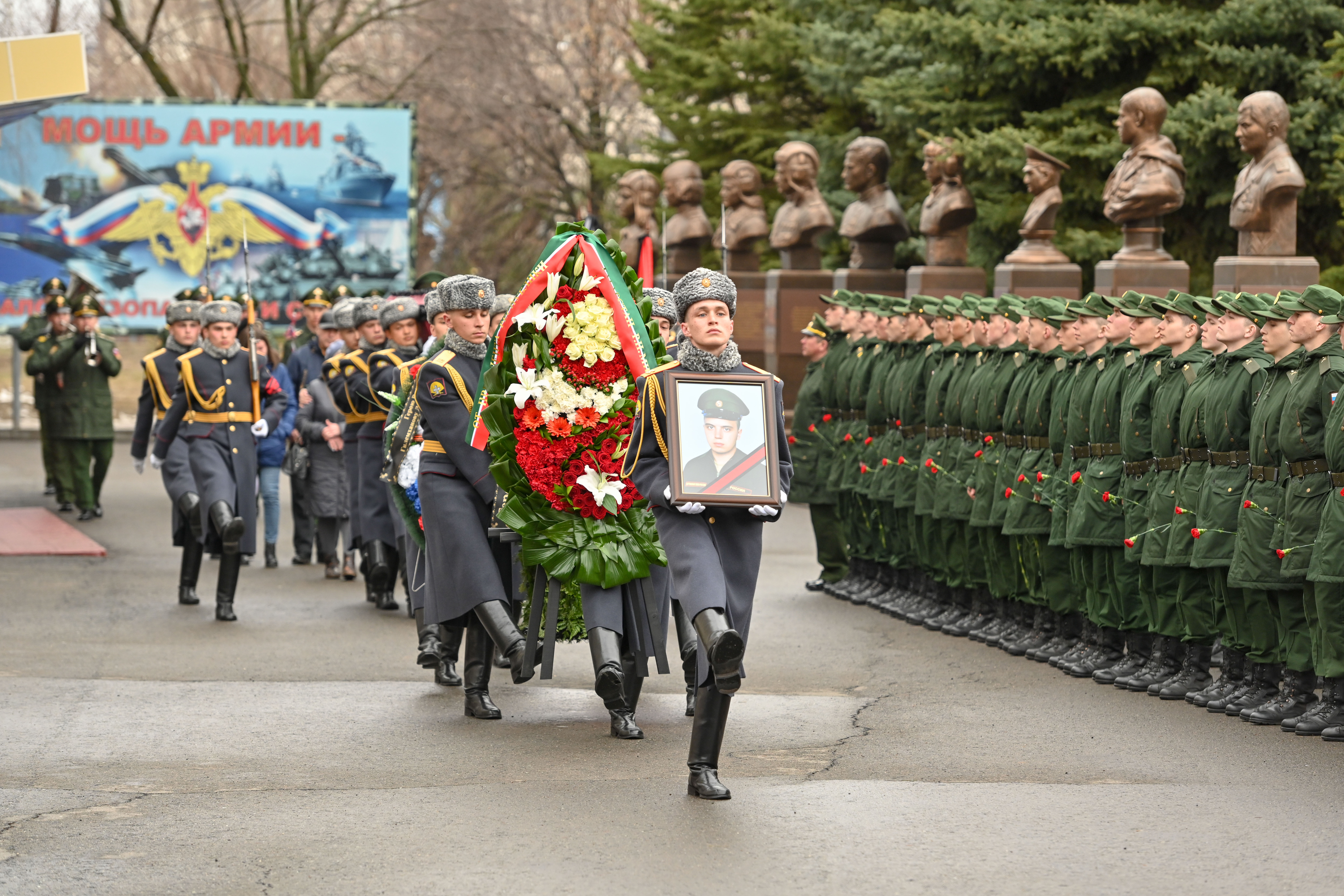